# Малеяни, Адриану
Адриану Афонсу Малеяни (порт. Adriano Afonso Maleiane; род. 6 ноября 1949, Матола, Португальский Мозамбик) — мозамбикский политический и государственный деятель, премьер-министр Мозамбика с 3 марта 2022 по 15 января 2025 года, экономист, банкир
, управляющий центральным банком Мозамбика (1991—2006).

## Биография
Член ФРЕЛИМО.
Окончил экономический факультет Университета им. Эдуардо Мондлане, затем получил степень магистра управления финансами в Лондонском университете. Выпускник Школы востоковедения и африканистики.
В 1991—2006 годах занимал пост управляющего центральным банком Мозамбика. С 2011 по январь 2015 года работал председателем и главным исполнительным директором Национального инвестиционного банка (Banco Nacional de Investimento (BNI), государственного банка развития Мозамбика. Занимал должности в международных организациях в качестве управляющего Всемирного банка и заместителя управляющего Международного валютного фонда с 1991 по 2004 год в Мапуту.
С января 2015 по март 2022 года занимал пост министра экономики и финансов в кабинете президента Филипе Ньюси.
С 3 марта 2022 по 15 января 2025 года работал премьер-министром Мозамбика.
Женат, отец четверых детей. Исповедуют христианскую религию.